# イーゴリ・ギルキン
イーゴリ・フセヴォロドヴィチ・ギルキン（ロシア語: И́горь Все́володович Ги́ркин; IPA: [ˈiɡərʲ ˈfsʲɛvələdəvʲɪtɕ ˈɡʲirkʲɪn]、別名: イーゴリ・イワノヴィチ・ストレルコフ〈ロシア語: И́горь Ива́нович Стрелко́в; IPA: [ˈiɡərʲ ɪˈvanəvʲɪtɕ strʲɪlˈkof]〉、1970年12月17日 - ）は、ロシア陸軍砲兵科軍人、 ロシアによるクリミア・セヴァストポリの編入で重要な役割を担うとともに、その後のドンバス戦争においてドネツク人民共和国の武装勢力を組織した人物。
自称ロシア国家主義者。ウクライナよりテロリズム容疑で起訴されている。ギルキンは、東ウクライナの武力紛争において指導的な役割を果たしたことによって欧州連合より制裁を受けている。ウクライナはギルキンをロシア連邦軍参謀本部情報総局（GRU）の退役大佐であるとしている。
ギルキンはロシアのエリート層のリベラル派が破壊されることを望んでいる。2016年5月28日、ギルキンは「ロシア連邦、ウクライナ、ベラルーシおよびその他のロシア人の土地を単一の全ロシア国家に統合し、旧ソ連の領土全体をロシアの影響力のある無条件地帯に変える」ことを支持する政治団体のロシア国民運動を組織した。
2019年6月19日、オランダ検察は、マレーシア航空17便撃墜事件における殺人罪でギルキンを起訴し、国際逮捕状を発行した。2022年10月16日、ウクライナ国防省情報総局はギルキンの逮捕に10万ドルの懸賞金を出すと発表した。11月17日、オランダの裁判所はギルキンに終身刑を言い渡した。

## 沿ドニエストル、ボスニア、チェチェンへの関与
ロシアのメディアは、ギルキンについて、ロシア軍予備役将校、ロシアが認定した敵を排除することに関して強硬路線を敷く人物、チェチェン紛争においてロシア連邦側で戦う人物、トランスニストリア戦争で親モスクワ分離主義者側で戦う人物であると報道している。ギルキンはボスニア・ヘルツェゴビナ紛争にセルビア側の義勇兵として参加した。またチェチェンにも参加している。1999年、ギルキンはボスニア・ヘルツェゴヴィナにおける戦闘の回想録を出版した。2014年、ギルキンは、1992年に数千人の民間人が殺されたヴィシェグラードの虐殺に関与しているとして、ボスニアのメディア（Klix.ba）に告発され、ボスニア・ヘルツェゴビナ軍を退役した。
BBCは、ロシアの軍事専門家から引用して、ギルキンは対テロ部隊としてロシア連邦保安庁（FSB）のために働いていた可能性があると報告している。ロシアのメディアによれば、ギルキンの退官前の最後のはFSBの指導者と共にFSBの将校として国際テロとの戦いに従事することであったと伝えられている。
2014年、アノニマス・インターナショナルはギルキンの個人メールを暴露し、ギルキンが1996年から2013年3月までの18年間をロシア連邦保安庁に所属していたことを明らかにした。またモスクワ・タイムズはギルキンが1996年から2005年までチェチェンにいたと報道した。同紙は電子メールと電話でギルキンと連絡をとり、ギルキンはモスクワ生まれであると報告したが、ギルキンはそれを否定している。ウクライナの地方の親ロシア派民兵の指揮官である、ヴャチェスラフ・ポノマレフは、ギルキンを古い友人であると述べ、上記の情報は正しいと話した。「ストレルコフ（ストレロック） は概ね「小銃手」または「射手」と訳することができる。彼はイーゴリ・グロズヌイ（「イーゴリ・ザ・テリブル」）とも呼ばれている。
ロシア有数の人権グループ記念館長のアレクサンダー・チェルカソフは、ウクライナに現れた「イーゴリ・ストレルコフ」はロシア軍将校の「ギルキン」と同一人物であると確信している。チェルカソフは、ストレルコフが2001年から2002年にかけて、チェチェンのヴェデンスキー地区の山岳地帯のハタウニ村と近隣のマフケティとテブゼニ入植地の住民の強制失踪事件と推定殺人事件の4つの別個の事件の少なくとも6つの強制失踪事件と殺人事件に直接責任があると特定した。このとき、ストレルコフはハタウニ村近くに基地を構えていたロシア空挺軍の第45分遣偵察連隊の特殊部隊に所属していた。これらの犯罪はいずれも公式調査によって解決されなかった。チェチェンの人権オンブズマンのウェブサイトは2001年に失踪したハタウニ村の住民を記載している。ウェブサイトによれば、失踪した住民は、「Proskuryn大佐およびストレルコフ・イーゴリ」として知られる将校によって自宅から誘拐され、第45分遣偵察連隊の基地に連れていかれたという。別の一覧表にはイーゴリ・ストレルコフ（通称Strikal）に率いられた第45分遣偵察連隊の兵士によってエリスタンジ村から誘拐されたベスラーン・ タラモフという人物が記載されている。また、チェルカソフはストレルコフの犠牲者としてドゥルタイエフおよびタシャエフ（タラモフではない）を挙げている 。チェルカソフと他の観察者は、それは実際には2014年5月まで同じストレルコフであったということを疑っており、 ストレルコフ自身は2001年、ハウタニに滞在し、そこで地元勢力と戦っていた。ユーベイ・ナガエフは、テブザニの住民であり、2001年4月27日に第45分遣偵察連隊よって最初に拘留された人物である。ゾー・ダガエという人物が即決処刑される際に、ナガエフは負傷したが、死んだふりをして生き延びた。しかしその後、ナガエフは再びストレルコフの部隊に拘束され、ハンカラ基地に移送され跡形もなく消えてしまった。ロシア連邦保安庁の関係者によれば、ナガエフは、詳細不明の罪を自白させるために拷問された後、爆薬で処刑された。チェルカソフによれば、チェチェンでのストレルコフの活動により、二人の姉妹がテロリズムに転向し、3年後に死亡した。姉妹の一人アミナト・ナガエワは、2004年、Tu-134「ヴォルガ-アエロエクスプレス」旅客機に乗ってトゥーラ州上空で自爆し、43名が死亡した。もう一人の姉妹、ローザ・ナガエワは、同じ年にベスラン学校占拠事件に参加した。
2014年5月に漏洩し、ストレルコフによって作成されたというEメールには、レビューのために友人に送ったボスニアとチェチェンからの彼の日記が含まれていた。そこには、メスケル＝ユルト村からチェチェンの活動家達の捕獲作戦について記されていた。ストレルコフは友人の一人に「私達が捕らえ尋問した人々は裁判もなく跡形もなく消えてしまった。それを公表することはできない。」と応えた。

## ウクライナへの関与

### クリミア
2015年1月22日のインタビューにより、2014年クリミア危機におけるロシアの自衛を目的とした親ロシア派の主要な指揮官の一人であったギルキンは、ロシアのメディアが描いたクリミアのロシアとの併合に関する圧倒的な国民の支持は作り話であり、実際は代議士に対してロシアと併合するために投票するよう強制しなければならなかったと語った。ギルキンの指揮下で、投票させるために反乱軍は代議士を会議所に集めている。法執行機関、統治機構および軍隊の大多数は「ロシアの自衛」を支持していなかった（一つの顕著な例外はベルクート）。それでも併合に投票されたのはクリミア内にロシア正規軍が存在したからであり、ロシア正規軍が全てを機能させた。
共謀者によれば、ギルキンは自身を「クレムリンの特使」と称してクリミアに到着し、その直後にクリミアの自衛勢力を組織した。ギルキンの地位は自称クリミア首相セルゲイ・アクショーノフよりも上であった。2014年3月のギルキンの主な業務は新しく編成されたクリミア軍の軍事訓練を促進させるとともに、ドンバス侵攻への移行のために優秀者を選別することであった。ギルキンは個人的にクリミアからのウクライナ軍の撤退の交渉とその監督を行っていた。
ギルキンによれば、彼は2014年シンフェローポリ事件（ウクライナ軍写真測量センターに対する攻撃）を担当していた。

### スラヴャンスクの戦い
ギルキンによれば、新しく設立されたクリミナのロシア政府機関の長であるセルゲイ・アクショーノフはギルキンに北部地域の問題解決を依頼した。
2014年4月12日、ギルキンは武装勢力1個グループを率いて、スラヴャンスク市の行政庁舎、警察署およびウクライナ保安庁の事務所を占拠した。ギルキンは、この武装勢力はクリミアで編成され、ロシア、クリミア、ウクライナ（ヴィニツァ、ジトミール、キエフ）からの義勇兵とドネツクおよびルガンスク地域からの多くの人々を含んでいると主張した。彼によれば、3分の2はウクライナ住民であった。これらウクライナ公民権を持つ兵士の多くはロシア連邦軍としてチェチェンや中央アジアで戦った経験を有していた。その他の兵士もウクライナ軍としてイラクやユーゴスラビアで戦った経験を有していた。インタビューにおいて、ギルキンはスラヴャンスク市を放棄しないように命令されていたと述べた。
ウクライナ保安庁は東ウクライナ危機へのロシアの介入の証拠としてギルキンの存在を挙げており、ギルキンとモスクワで彼に指示を与えている人物との間の電話内容を公表した。ロシアはクリミア以外のウクライナ内において、ロシア軍による介入を否定している。6月、ウクライナ当局は、ロシア国防相のセルゲイ・ショイグがギルキンの全ての行動を調整し、彼と他のテロリストのリーダーを支援しているとを主張した。さらに、5月以降、プーチン大統領の承認の下、ショイグが、ギルキンに最も破壊的な兵器を与え、さらに直接指示を出していると主張した。

### 破壊工作およびテロの疑い
4月15日、ウクライナ保安庁（SBU）はイーゴリ・ギルキンに対して刑事訴訟を起こした。ギルキンは、ウクライナのスロビアンスク地区（ラヨン）において、破壊活動を行う人々のリクルーター、指導者、テロリスト統括者であるとともに、同地でウクライナ保安庁職員1名を殺害し3名を負傷させたと見なされた。ギルキンは、2014年クリミア危機の際、2月26日にシンフェロポリでロシアーウクライナの国境を越えた後、クリミアのウクライナ部隊のロシア軍への合流工作に従事した。クリミアにおいて、ギルキンはウクライナ海軍の総司令官デニス・ベレゾフスキーの離反に関与したと報告されている。4月16日、ギルキンはクラマトルスクの入り口で捕虜となったウクライナ軍兵士に対して離反するように説得したといわれている。

### 誘拐、拷問および殺人の疑い
ウクライナ政府は、4月17日のウクライナイ地方議員ウォロディミル・リバクと19歳の大学生ユーリイ・ポプラウコ の誘拐、拷問および殺人の背後にはギルキンが関与していると主張している。リバクがホルリフカ市で男達によって誘拐されるところがカメラに記録されていた。ウクライナ保安庁は傍受した通話の一部を公表した。そこでは、ロシア連邦軍参謀本部情報総局の将校と思われるロシア人とギルキンの部下であるイーゴリ・ベズレルがライバックに「中立となること」を命じ、その後の会話の中で、「ギルキン」がポノマレフにリバクの遺体を処理するように指示するのと、「ここ（スラヴャンスクの分離主義者の本部地下室）に横たわっており、臭い始めている」という声が聞こえていた。4月後半、スラヴャンスク近くの川で、頭が割れ、複数の刺し傷があり、胃を割かれたリバクの遺体が見つかった。ポプラウコの遺体も近くで発見された。ウクライナ内務大臣のアルセン・アバコウは、ギルキンを「怪物で人殺し」と表現し、この事件はウクライナの親ロシア分離主義者に対する政府の「反テロ」軍事攻撃を促すこととなった。
2020年5月、ギルキンはウクライナ人ジャーナリストのドミトリー・ゴルドンのインタビューにおいて、ポプラコウともう一人別の男性を殺害したことを告白した:「ええ、その人々は私の命令で撃たれました。誰も胃を割いていません。彼らが撃たれたことに関して後悔しているかって?いいえ、彼らは敵だった。」。ギルキンはさらに、リバクの殺害についても、自身にある程度の責任があると述べた。

### ドネツク人民共和国公人
2014年4月26日・27日の週末、分離主義者でドネツク人民共和国（DPR）の政治指導者アレクサンドル・ボロダイ（モスクワ出身のロシア人、ギルキンの長年の友人）は 、ドネツク全域の全ての分離主義勢力戦闘員の統制権をギルキンに譲渡した。４月26日、ギルキンはコムソモリスカヤ・プラウダのビデオ・インタビューに応えており、そこで初めてスラヴャンスクに常駐した彼の勢力はクリミアから来たことを公にした。そこで、ギルキンは、自身の経歴については明かさず、ロシアからの武器・弾薬の受領について否定し、さらに、ウクライナ政府が親露派の活動家を解放しない限り、人質の欧州安全保障協力機構（OSCE）の職員を解放しないと発表した。4月28日、EUは、ギルキンはロシア連邦軍参謀本部情報総局の職員として軍事行動を調整しており、さらにクリミア共和国首相のセルゲイ・アクショーノフの安全保障補佐官であると思われると発表した。4月29日、ギルキンはクラマトルスクの新しい警察署長を任命した。5月12日、ギルキンは自身が、「ドネツク人民共和国の全ての軍隊、治安部隊、警察、税関、国境警備隊、検察官およびその他の準軍組織の最高指揮官である」と宣言した。
国連人権高等弁務官事務所は、「伝えられるところによると、5月26日、ギルキンの命令によって、ドミトロ・スラヴォフ（人民民兵中隊長）およびミコラ・ルキャノフ（ドネツク人民共和国民兵隊の小隊長）は、戦場放棄、略奪、強盗を行ったと判決された後、スラヴャンスクで処刑された。」と報告した。 この命令は、スラヴャンスクの街頭に掲示され広く流布された。処刑の根拠は1941年6月22日のソビエト連邦最高会議幹部会の法令とされた。その報告書はさらに、地方の女性を武装勢力に呼び込むためにギルキンが尽力していることについて言及した。具体的には、5月17日、ギルキンがビデオを公開し、女性に武装勢力への参加を呼びかけ、ドネツク地域の女性に戦闘部隊に入隊するよう促した。スラヴャンスクの分離主義者の人民市長であり、ギルキンの元上司であるポノマレフは、6月10日、ギルキンの命令によって、「民生の目標と任務にそぐわない活動を行った」として拘束された。
2016年1月18日のRadio-KPとのインタビューで、ギルキンは超法規的処置によって、スラヴャンスクにいた間に少なくとも4人を銃殺刑に処したこと認めた。

### スラヴャンスクの失陥
7月4から5日の夜にかけ、6月30日からの10日間の停戦が終了した後、ウクライナ軍による大規模な攻撃が行われた。ギルキンと民兵はスラヴャンスクから撤退し、ウクライナ軍はスラヴャンスクを奪取した。これによって、4月6日からの分離主義者によるスラヴャンスクの占領は終了した。これより少し前、ギルキンがノヴォロシア（新しいロシア、分離主義者の間で特に広く呼ばれる南東ウクライナの歴史的名称）のためにロシアからの軍事援助を必死に訴え、スラヴャンスクが他の地域よりも早く堕ちると述べたビデオがYouTubeに投稿された。他の反乱勢力の指揮官たちはギルキンの民兵が崩壊寸前にあるという評価を否定した。反乱勢力の一人である、自称「ドネツク州の人民知事」のパベル・グバレフは、ギルキンを19世紀のロシア将軍ミハイル・クトゥーゾフに例え、クトゥーゾフとギルキンは決定的な勝利を収められる戦いのときだけ出発すると述べた。なお、クトゥーゾフはナポレオンのロシア遠征において、戦略的撤退によって最終的にナポレオンを敗北させている。しかしながら、ギルキンの撤退はロシア国家主義者のセルゲイ・クルギニャンや、他の超国家主義者たちから強く批判された。ロシアの超国家主義者サークルは、ロシアの強力な「灰色の枢機卿」と呼ばれるウラジスラフ・スルコフが東ウクライナのオリガルヒであるリナト・アフメトフと共謀して、ギルキンとユーラシア主義の思想家であるアレクサンドル・ドゥーギンに反対する運動を組織したと主張した。クルギニャンは、スラヴャンスクの撤退と、ギルキンがスラヴャンスクで死ぬ誓いを守っていないことを非難した。クルギニャンは、スロビアンスクの撤退は戦争犯罪であり、ギルキンがその責任を負うべきであると考えている。ドネツク人民共和国の保安相アレクサンダー・ホダコフスキー（ウクライナ保安庁のアルファ部隊の元亡命者、ヴォストーク大隊の元指揮官）もまた、その撤退に抗議した。
ソーシャルネットワーク上で、ギルキンは、臨時政府軍が新しく動員されたウクライナ兵をブルドーザーで脅し、ウクライナ国家親衛隊が平和な市民とギルキンの兵士たちを処刑し、またウクライナが野戦砲と多連装ロケット発射機の陣地を地元のジャガイモ畑に構築して、畑を破壊していると主張した。

### スラヴャンスクの余波
2014年7月10日、報道機関マッシャブルは、ギルキンの放棄されたスロビアンスク本部で、7月7日付けのスラヴォフとルキャノフの処刑命令を見つけたと報告した。その命令書の下部には、ギルキン・イーゴリ・セヴラレヴィチと印刷され、その近くには「ストレルコフ」と署名されていた。アレクセイ・ピチコは、隣人の廃屋から2枚のシャツとズボンを盗んだ罪により死刑を宣告された。未確認の話によると、処刑された後、アレクセイ・ピチコの体は「最前線に投棄された。」。7月24日、ウクライナの当局は、スロビャンスクのユダヤ人墓地近くの子ども病院の敷地内にある「集団墓地」から数体の死体を発掘した。集団墓地には「ギルキン」の命令によって処刑された遺体は20体あるといわれる。確認された犠牲者の中には、4人のウクライナ人プロテスタントがいた。警察と地元の人々は、彼らは6月8日に教会での礼拝に出席した後、ウクライナ軍を助けたと誤って告発され、車を奪われ翌日に射殺されたと証言した。

### マレーシア航空17便撃墜事件
複数のメディアがSNSのフコンタクテ上での投稿を引用した。それはギルキン（ストレルコフの本名）のアカウントで作成されており、ウクライナ軍のAn-26輸送機の撃墜を伝える内容であった。その撃墜した時間は2014年７月17日にロシア国境近くの東ウクライナで墜落したマレーシア航空17便撃墜事件が起きた時間とほぼ同じであった。この投稿は、特に飛行禁止空域の警告方法についても含まれていた。ウクライナ危機メディアセンターは、マレーシア航空17便とAn-26を誤認した事例であると示唆した。その投稿はその日の後半には削除され、ギルキンはそのソーシャル・サービスの公式アカウントを保有していないと発表された。撃墜された航空機にいた298名の犠牲者のほとんどはオランダからの乗客であった。7月19日、オランダ最大の新聞テレグラーフは、1面記事に「殺人者」の見出しの下にギルキンを含む親ロシア派指導者たちを写真を掲載した。ロシア野党の弁護士であり政治家のマルク・フェイギンはギルキンによるものとされる命令書を投稿した。その命令書で、ギルキンは部下の将兵に対して航空機の乗客の手荷物をギルキンの本部へ運ぶことを指示した。それにより、貴金属などの貴重品はドネツク人民共和国の防衛基金に譲渡されたとみられている。ギルキンはこの事件の別の筋書きを書いたと報告されている。その筋書きでは「航空機には腐敗した遺体が予め載せられ、自動操縦で飛行していた。そのため生きている人々は航空機に乗っていなかった」というものである。この陰謀論はロシアの国営メディアで議論され流布された。
2014年7月28日の記者会見で、ギルキンは墜落した航空機とのつながりを否定し、彼の武装勢力が黒い肌の傭兵に殺害されたと発表した。
2015年7月、アメリカの裁判所で、ギルキンが撃墜を指揮したとして、犠牲者18名の家族によって逮捕令状が提出された。 令状は1991年拷問被害者保護法に基づいて提出され、9億米ドルの損害賠償を請求した。
2019年6月19日、マレーシア航空17便の撃墜を調査するオランダ主導の共同調査チーム（JIT）は、ギルキンに対する刑事訴訟を正式に発表した。裁判所の手続きは、2020年3月9日にハーグ地方裁判所のスキポール司法複合施設で始まることが予定されていた。共同調査チームは、ロシアに対して、ロシア内の容疑者の引き渡しを求め、「容疑者が法廷に出ないことを選択したとしても刑事裁判が行われる」と述べた。インテルファクス通信は、ギルキンの発言として「私はコメントをしません。ただ一つ言えることはボーイングを撃墜していないという事だけです」という言葉を引用した。

### ドネツク人民共和国大臣の解任
2014年8月13日水曜日、タス通信は、8月12日にギルキンはウクライナ東部の親ロシア派勢力の領土での激しい戦闘で重傷を負い、重篤な状態であると報道された。DNR安全保障理事会のメンバーであるセルゲイ・カフターラゼは、この報道に反論し、ギルキンは健在であると述べた。
8月14日ドネツク人民共和国の指導部は、ギルキンが他の任務を割り当てられたため、彼自身の要求に応じて国防大臣の地位から解任されたことを発表した。8月16日、ロシアの国営テレビ局ズヴェズダは、ギルキンは現在休暇中であるが、ルガンスク軍とドネツク軍の連合軍の指揮官に任命されたと主張した（それまでギルキンはドネツク軍の指揮権のみ保有していた）。スタニスラフ・ベルコフスキーは、ギルキンが国防大臣を解任された主な理由は、ギルキン自身がマレーシア航空17便撃墜事件によって注目され、ウクライナにおけるロシアの活動に悪影響を与えると考えられたからであると述べた。
8月22日、元反乱勢力のアントン・レフスキー（ネメッツ）はロストフ・ナ・ドヌでインタビューに答え、ギルキンと彼の支持者はロシア連邦保安庁によってドネツク人民共和国から排除されつつあると述べた。その理由は、共和国においてクレムリンの方針が十分に徹底されていないからである。
8月28日、ロシアのメディアは、ロシア北部のヴァラーム修道院でアレクサンドル・ドゥーギンおよびコンスタンチン・マロフェーフと歩いているギルキンの写真を公開した。
2014年11月、モスクワスのラジオインタビューで、ギルキンは、「目立たないがまだ血なまぐさい戦争が続く、現在のルガンスクとドネツク人民共和国の存在は、間違いなく米国の利益となっている。なぜならば、ルガンスクとドネツクはロシアとウクライナを分断する潰瘍だからである」と述べた。また、11月後半のザブトラ新聞のインタビューで、ギルキンは、当初ウクライナ政府と地元の戦闘員は武装衝突を避けていたが、自身の分遣隊が行動を起こしたことによってドンバスでの戦争は始まったと述べた。 また彼はドネツクと他の都市の現在の状況に責任があると述べた。
ボリス・ネムツォフの報告書によると、ギルキンは、クレムリンからの圧力により、ドネツク人民共和国での公式の地位を辞任したことを認めた。ギルキンはまた、ウラジスラフ・スルコフがドンバスでの決定的な役割を果たしていると述べた。

## ロシアでの生活
2014年4月下旬、モスクワに住民登録されているギルキンはウクライナの諜報機関によってイーゴリ・ギルキン大佐と同定された。ジャーナリストは、彼が母親、妹、元妻、2人の息子と一緒に住んでいたとされるアパートを訪問した。ジャーナリストはそのアパートの隣人から、黒い車が毎朝にそこに住んでいる女性を迎えていたという証言を得た。その隣人はギルキンを礼儀正しく静かであると説明し、ギルキンとストレルコフという2つの姓で彼を知ってた。ギルキンは、軍事史運動の愛好家として知られており、ロシアおよび国際史のさまざまな時代に関連するいくつかの再現に参加し、特にロシア内戦では白軍の将校を演じた。ギルキンが個人的に崇拝し模範とする人物は、1919年に赤軍との戦いで命を落とした白軍の将軍ミハイル・ドロズドフスキーである。ニューヨーク・タイムズによると、ギルキンのイデオロギーの硬直性は、少なくとも彼のモスクワ国立歴史古文書大学（現在のロシア国立人文大学）時代にまでさかのぼり、それはロシア治安機関とのつながりに先行している。そこで、ギルキン氏は軍事史に夢中になり、君主制への復帰を提唱する小さいながらも声高な学生グループに加わった。
Vice Newsは、1990年代にギルキンは反ユダヤのロシア国家主義者のアレクサンダー・プロハノフが運営するロシアの右翼新聞ザヴトラ（明日の意）に寄稿していた。その新聞の編集者はアレクサンダー・ボロダイだったと主張した。ザヴトラの記事によれば、ギルキンとボロダイは、ロシアに支援された沿ドニエストル共和国とスルプスカ共和国の分離主義者のためにモルドバ 、ボスニア・ヘルツェゴビナで戦うとともに、チェチェン共和国とダゲスタン共和国の分離主義者とも戦ったことがあると報告されている。 ギルキンは、リビア、エジプトおよびシリアの紛争を取り扱った中東の出版物や、ジョージアのアブハジアネットワーク通信社やアブハジア分離を支持する親ロシア派のロシア語系出版社では予備役大佐と呼ばれている。
ギルキンは、論争の的になっているロシア実業家のコンスタンチン・マロフェエフの治安責任者として働いていたと主張している。自称ドネツク共和国首相のアレクサンダー・ボロダイも、この実業家の親しい関係にある。
ロシアの数学者であり政治家のアンドレイ・ピオントコフスキーは、ギルキンについて次のような人々と同列であると述べた。「真正で確固たる信念を持ったヒトラー主義者、真のアーリアン学説のドゥーギン、プロハノフ、ホルモゴロフ、ギルキン、ザカル・プリレピンは、ロシアでは阻害された少数派である 。 プーチンは国内のヒトラー主義者を通じてロシアのイデオロギーにナチスの考えを持ち込んだ。 プーチンはヒトラー主義者の助けを借りて、ロシアのイデオロギーを焼き払い、何百というヒトラー主義の活動家をウクライナに送り込んだ 。」ラジオ・フリー・ヨーロッパのインタビューにおいて、ピオントコフスキーは次のように述べた「おそらく、プーチンの作戦は、社会の中に潜在的に存在していた熱心な反乱の指導者を見つけ出し、彼らをウクライナに送り、ヴァンデの反乱のように、反乱の火の手を上げさせるというものである。」
2014年12月2日に行われた政治ジャーナリスト、オレクサンドル・チャレンコとのインタビューで、ギルキンは自身がFSBの大佐であることを認めたが、これは検閲対象となり、出版から除外された。彼はまた、いわゆるノヴォロシヤの武装勢力の間に無秩序が存在することを認めた。彼は、特にイーゴリ・ベズラーの武装勢力派が独立して行動し、いわゆるロシア正教会軍が半分に分裂し、他の部隊が様々な無関係なグループの継ぎはぎ状態にあると述べた。ギルキンは、ドネツク国際空港に対する進行中の攻撃を無意味で有害であると批判した。
2015年1月、ルガンスクの司令官アレクサンダー（バットマン）ベドノフが他の武装勢力によって殺害された後、ギルキンはその殺害を殺人およびギャングの待ち伏せとして批判し、他の司令官に対して、ギルキン自身がそうしたように、ドンバスをロシアに残すことを真剣に検討するよう提案した。ギルキンは、2015年1月のアンナニュースのインタビューで、「ロシアは現在戦争状態にあります」と述べた。彼はまた、「ウクライナを心の中でソビエト連邦から分離したことは一度もない」と述べ、彼は紛争を「ロシアの内戦」と見なした。
2015年10月、ギルキンは、プーチン政権に反対し、「今日のロシアが直面している西洋のファシストの脅威に対応する党」を創設する予定だと述べた。
2016年3月、ギルキンが、オレグ・ツァレフとパベル・グバレフと共に、モスクワ経済フォーラムのパネリストとして登壇した際、ロシアでの反応は批判的なものであった。さらに、ラジオ局モスクワのこだまのヤロスラフ・グレコフはフォーラムの主催者を「テロリズムを助長している」として非難した。
2016年5月、ギルキンは新帝国主義政党であるロシア国民運動の創設を発表した。党は「ロシア連邦、ウクライナ、ベラルーシおよびその他のロシアの土地を単一の全ロシア国家に統合し、旧ソ連の領土全体をロシアの影響力のある無条件地帯に変える」ことに賛成している。ギルキンは、「ロシア国民運動はプーチン大統領の政権を完全に拒否し、現在のロシア国民に対する恐怖と脅迫の風潮に終止符を打つことを求めている」と述べた。党は「中央アジアおよびコーカサスの旧ソビエト共和国からの移民労働者のための厳格な割当制度」とインターネット規制に関する法律の廃止を求めている。
2023年7月21日、過激主義活動の疑いで連邦保安局により訴追された。モスクワの裁判所は逮捕を正式に許可し、9月18日までの身柄拘束を認めた。ギルキンは2022年のロシアによるウクライナ侵攻以降、戦況の膠着に伴い、ロシア軍とウラジーミル・プーチン大統領を激しく批判し続けていた。
2023年11月19日、2024年大統領選挙へ立候補する意向を表明した。しかし2024年1月25日、モスクワ市裁判所はギルキンに対して懲役4年、また刑期終了後さらに3年間はインターネット上のサイトの管理を禁ずる判決を言い渡した。